# Colaphinus
Colaphinus là một chi bọ cánh cứng trong họ Chrysomelidae.
Chi này được Achard miêu tả khoa học năm 1923.

## Các loài
Chi này gồm các loài:
- Colaphinus zanettii Daccordi, 1978